# ルール・ザ・ワールド
「ルール・ザ・ワールド」（"Rule The World"）はイギリスのグループ、テイク・ザットのシングル曲。2007年の映画『スターダスト』の主題歌である。
映画『スターダスト』のサウンドトラックには収録されてはいないが、世界中でシングルが発売された。また、アルバム『ビューティフル・ワールド』のツアー・スーヴェニア・エディションにも収録された。メインボーカルはゲイリー・バーロウとハワード・ドナルド。

## 解説

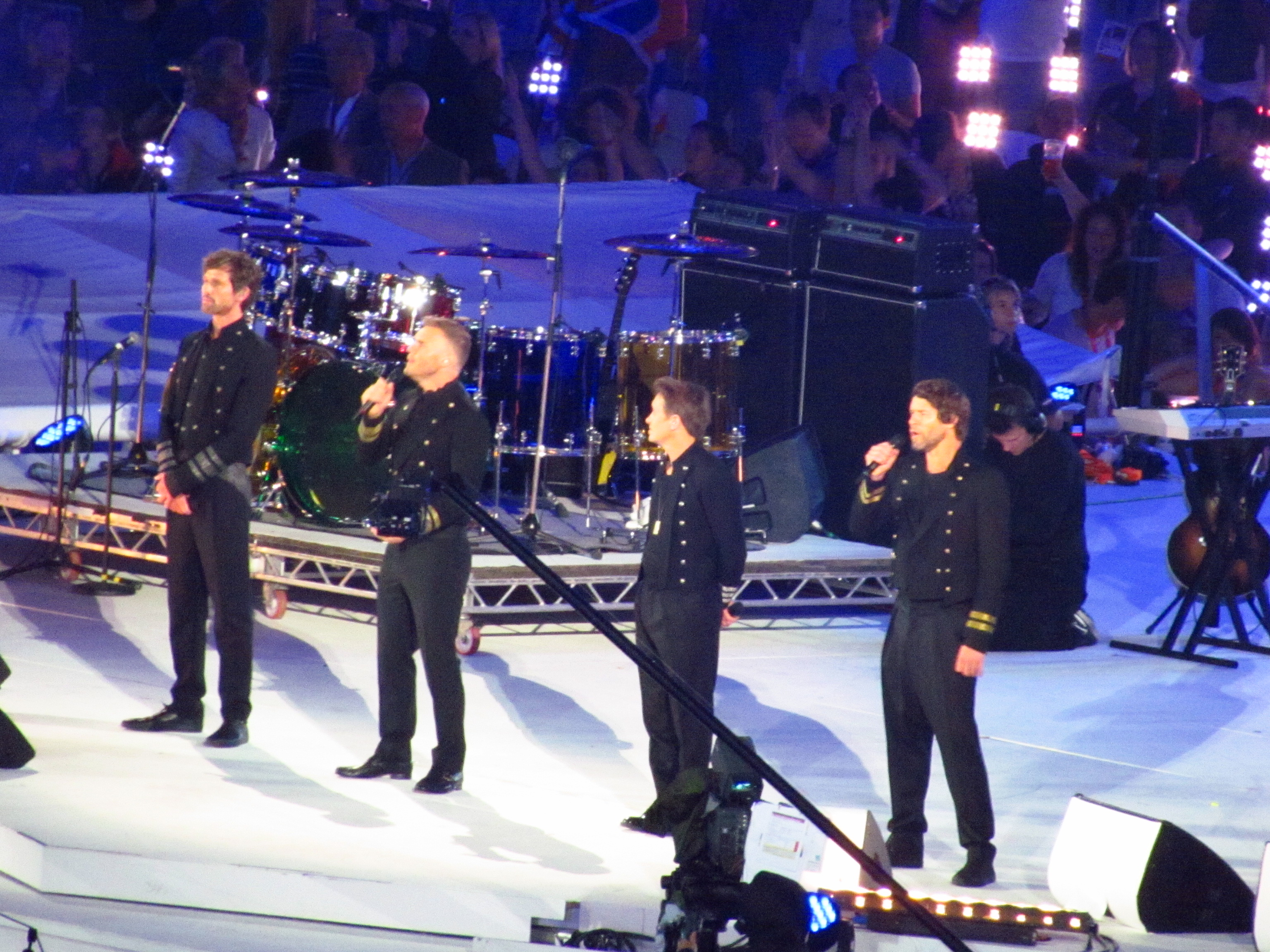
2012年ロンドンオリンピック閉会式で「ルール・ザ・ワールド」を披露するテイク・ザット

同映画の監督、マシュー・ヴォーンがテイク・ザットに曲の提供を依頼し、メンバーは映画を実際観に行き映画を気に入り、その日の内に作詞を仕上げた。映画のエンドロールで使用されている。この曲がテイク・ザットにとって初めて映画のために書き上げた曲となった。
2012年、ロンドンオリンピック閉会式に出演した際、本曲を披露、メンバーのゲイリーは第4子を死産で喪った直後であり、その出演が勇気ある決断と讃えられた。

## ビデオ
ミュージック・ビデオはITVにて、2007年9月22日に放送された。監督はバーニー・クレイ。オーケストラとコーラスを入れた、アビーロード・スタジオでの収録風景を模した映像になっている。
映画のシーンを含んだバージョンもある。

## 参加ミュージシャン
テイク・ザット
- ゲイリー・バーロウ – リード・ヴォーカル、アコースティック・ピアノ
- ハワード・ドナルド – ヴォーカル
- ジェイソン・オレンジ – ヴォーカル
- マーク・オーエン – ヴォーカル

- ジョン・シャンクス – キーボード、ギター、ドラム
- ジェフ・ロスチャイルド - ドラム
- ザ・ミレニアム・アンサンブル - ストリングス

## トラック・リスト
- イギリス CDシングル

1. "Rule The World" (Radio Edit) – 3:
2. "Stay Together" – 3:57

- ドイツ CDシングル

1. "Rule The World" (Radio Edit) – 3:58
2. "Stay Together" – 3:57
3. "Rule The World" (Video) – 4:00

## チャート
| チャート (2007)                          | 最高 順位 |
| ---------------------------------------- | --------- |
| オーストリア (Ö3 Austria Top 40)         | 50        |
| ベルギー (Ultratip Flanders)             | 13        |
| CIS (TopHit）                            | 56        |
| クロアチア(HRT)                          | 6         |
| チェコ (Rádio Top 100)                   | 74        |
| デンマーク (Tracklisten)                 | 32        |
| European Hot 100 Singles (Billboard)     | 5         |
| ドイツ (GfK Entertainment charts)        | 15        |
| アイルランド (IRMA)                      | 3         |
| イタリア (FIMI)                          | 6         |
| オランダ (Single Top 100)                | 57        |
| ルーマニア (Romanian Top 100)            | 66        |
| ロシア (TopHit)                          | 99        |
| スコットランド (Official Charts Company) | 2         |
| スロバキア (Rádio Top 100)               | 26        |
| スイス (Schweizer Hitparade)             | 25        |
| UK シングルス (OCC)                      | 2         |

| チャート (2007)        | 順位 |
| ---------------------- | ---- |
| ヨーロッパ (Billboard) | 85   |
| アイルランド (IRMA)    | 16   |
| イギリス (OCC)         | 5    |

| チャート (2008)        | 順位 |
| ---------------------- | ---- |
| ヨーロッパ (Billboard) | 44   |
| イギリス (OCC)         | 44   |

| チャート (2009) | 順位 |
| --------------- | ---- |
| イギリス (OCC)  | 123  |

| チャート (2000–2009) | 順位 |
| -------------------- | ---- |
| イギリス (OCC)       | 30   |

## 認定
| 国/地域                          | 認定        | 認定/売上数 |
| -------------------------------- | ----------- | ----------- |
| イギリス (BPI)                   | 3× Platinum | 1,800,000   |
| 認定のみに基づく売上数と再生回数 |             |             |